# Ludwig Ernst Philipp von Toll

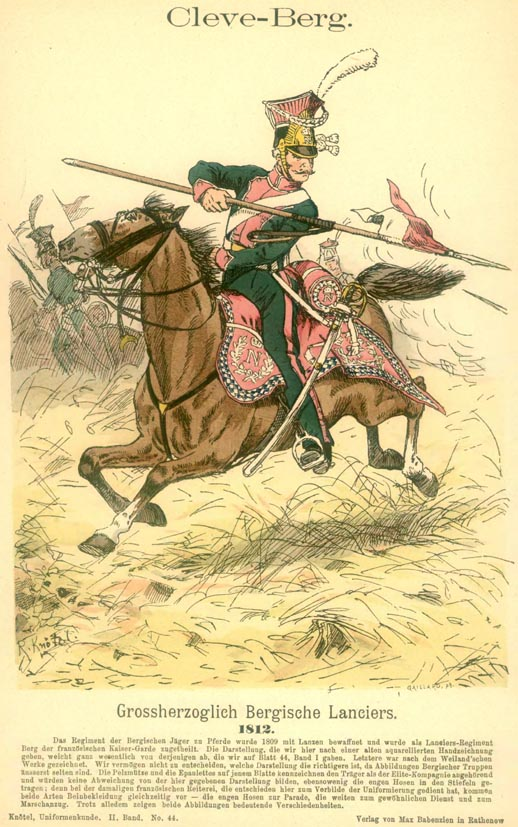
Toll war Kommandeur des Regiments

Ludwig Ernst Philipp von Toll (* 18. März 1775 in Hamm; † 14. Januar 1851 in Berlin) war ein preußischer Generalleutnant und Kommandant der Festung Gaudenz.

## Leben

### Herkunft
Seine Eltern waren der Major im Garnisonsregiment Nr. 2 Heinrich Anton von Toll (* 1724; † 11. September 1805) und dessen Ehefrau Johann Wilhelmine, geborene von Zenge (* 1740). Sie war eine Tochter des preußischen Hauptmanns Johann Ludwig von Zenge und der Eleonore von Gronde.

### Militärkarriere
Am 16. Oktober 1789 kam Toll als Gefreitenkorporal in das Infanterieregiment „von Romberg“. Dort wurde er am 27. Oktober 1792 Fähnrich. Während des Ersten Koalitionskrieges nahm er an der Kanonade bei Valmy, der Schlacht bei Kaiserslautern und den Gefechten bei Eschweiler, Meckenheim, Roth, am Schänzel sowie bei La Lune, Altstadt, Herzogshand und Zweibrücken teil. In der Zeit wurde er am 8. Juli 1794 Sekondeleutnant.
Nach dem Krieg kam er am 1. Juni 1799 in das Grenadierbataillon, das sich aus den Kompanien der Regimenter „von Burghagen“ und „von Lattorff“ zusammensetzte. Als Premierleutnant wurde Toll während des Vierten Koalitionskrieges am 8. Dezember 1806 Kompanieführer im 4. Westpreußischen Reservebataillon. Nach dem verlorenen Krieg erhielt er am 22. Juli 1807 seine Demission als Hauptmann. So ging er 1808 als Rittmeister zum Regiment der Chevau-légers du Grand-duché de Berg der Leibgarde von Joachim Murat, Großherzog von Cleve-Berg.
Die Truppe gehörte zur französischen Aemee und machte zunächst Patrouillendienst in der Bretagne, dann wurde sie zur Guerillabekämpfung nach Spanien verlegt. Dort kämpfte er in den Gefechten bei Canlora, St. Domingo de Calzada, Logroño, Lombreras, Vitoria, Bilbao, Ciudad Radrigo, Capie Valencia, Don Juan, Astorga, Aldeapont, Vaillacago, Rosa de Rocca, Molina, Catalajud, Duenas, Valencia, Tabera, Brevisca und Ernari. In dieser Zeit erhielt er das Kreuz der Ehrenlegion, wurde 1811 Colonel-lieutenant und im September 1812 Kommandant des Lanzier-Regiments. 1813 wurde das Regiment nach Deutschland zurückverlegt und kämpfte nun gegen die Verbündeten in den Gefechten bei Löwenberg, Hochkirch, Nollendorf, Peterswalde, Zinnwald, Düben sowie in der Völkerschlacht bei Leipzig. Für die Schlacht um Dresden erhielt er das Offizierskreuz der Ehrenlegion. Ende 1813 wurde die Truppe aufgelöst.
Toll kam dann in preußische Dienste, wo er als Major Kommandeur des Ersatzbataillons 28/29 wurde. Ab dem 1. August 1814 wurde er als Etappen-Inspekteur zunächst in Elberfeld, dann in Düsseldorf eingesetzt. Bereits am 16. August 1814 wurde er Bataillonsführer der mittelrheinischen Landwehr. Am 2. April 1815 kam er dann als Major in das 1. Pommerische Landwehr-Infanterie-Regiment. Während des Feldzuges 1815 kämpfte er bei Ligny und Belle Alliance. Bei Belle Alliance erwarb er sich das Eiserne Kreuz II. Klasse und den russischen St.-Annen-Orden II. Klasse.
Am 16. März 1815 wurde er in das 33. Infanterie-Regiment aggregiert, dort am 15. September 1816 Bataillonskommandeur und am 30. März 1827 Oberstleutnant (mit Patent vom 16. April 1827). Dann am 30. März 1829 wurde er Regimentskommandeur und am 30. März 1830 Oberst (Patent vom 14. April 1830). Dazu erhielt er am 18. Januar  1832 den Roten Adlerorden III. Klasse und am 30. März 1830 wurde er als Kommandant in die Festung Gaudenz versetzt. Am 10. April 1833 wurde er erneut dem 33. Infanterie-Regiment aggregiert. Am 20. März 1838 wurde Toll der Charakter als Generalmajor verliehen. Das Patent zu diesem Dienstgrad erhielt er am 11. Juni 1839 mit Wirkung zum 20. März 1838. Anlässlich seines 50-jährigen Dienstjubiläums verlieh ihm der König am 6. Juli 1841 den Roten Adlerorden II. Klasse mit Eichenlaub. Am 10. März 1842 erhielt er seinen Abschied mit dem Charakter als Generalleutnant und dazu die gesetzliche Pension.

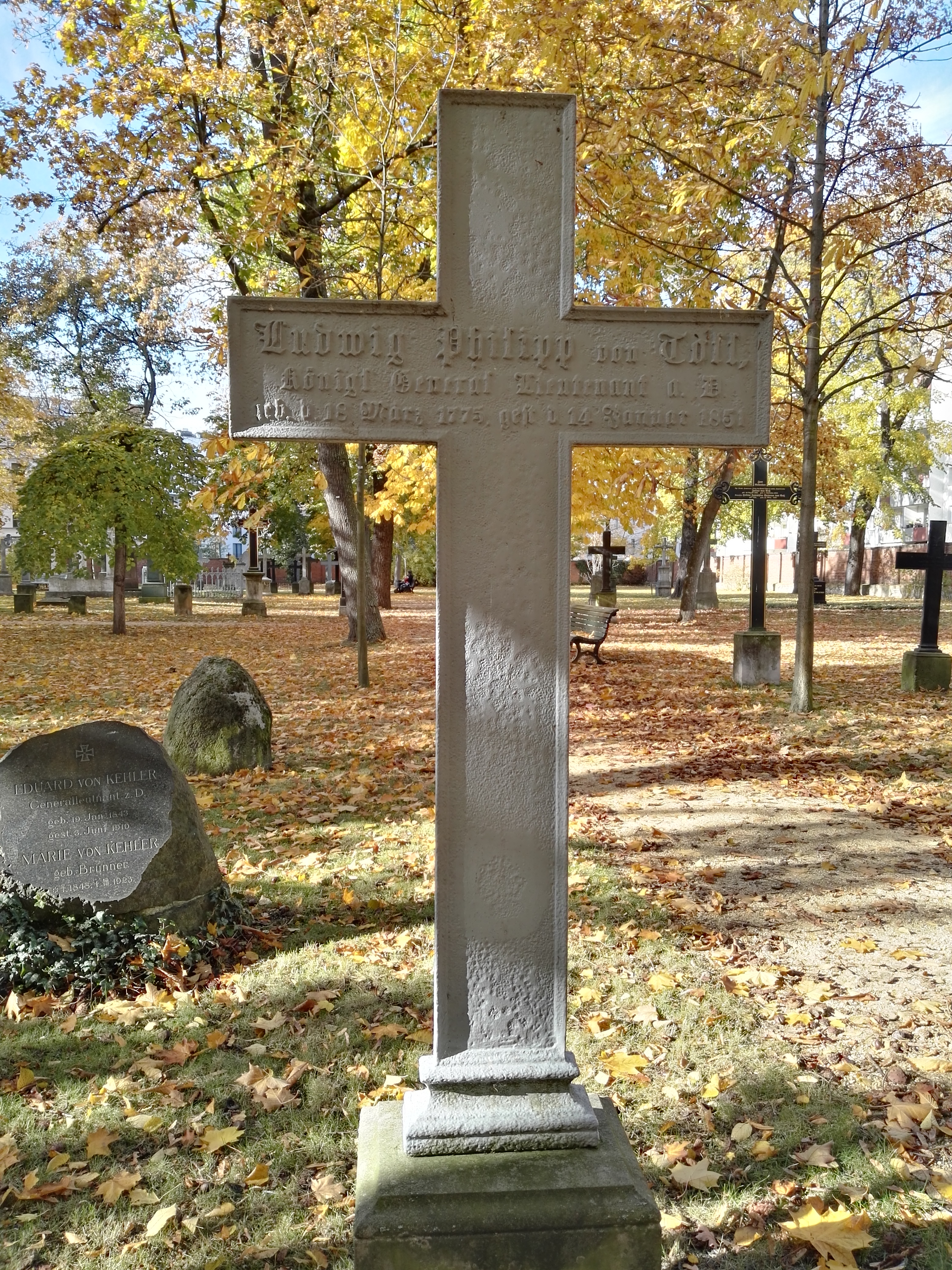
Grabstätte

Am 23. April 1842 erhielt er vom König noch ein Geschenk von 200 Talern. Toll starb am 14. Januar 1851 in Berlin und wurde am 17. Januar 1851 auf dem Garnisonfriedhof in der Linienstrasse beigesetzt.

### Familie
Toll war zweimal verheiratet. Seine erste Frau wurde am 2. Juli 1802 in Volmarstein Christiane Marie Sophie Liebrecht (* 2. November 1770; † 5. Juli 1805), eine Tochter des Kriegsrats Johann Anton Heinrich Liebrecht (1736–1821).
Nach ihrem Tod heiratete er am 8. Februar 1817 in Gaudenz Friederike Elisabeth Christiane Sophie von Owstin (* 21. Mai 1781; † 11. November 1854), verwitwete von Below. Sie war die Tochter des Generals Carl Philipp von Owstin. Auch sie wurde auf dem Garnisonsfriedhof beigesetzt. Das Paar hatte Kinder, darunter:
- Heinrich Ferdinand Karl (1801–1869), preußischer Generalleutnant

⚭ 1835 Henriette von Zinken (1818–1853)
⚭ 1857 Luitgarde von Langen (1831–1897)
- Luise (* 1805)

Der preußische Major a. D. Ferdinand Toll (* 15. Januar 1809; † 20. August 1876) war sein natürlicher Sohn.
Er hatte zudem eine Adoptivtochter Frederike Luise Schwarzlose (* 26. Oktober 1827; † 8. September 1897). Diese wurde am 5. September 1846 unter dem Namen und Wappen von Toll nobilitiert und war mit dem preußischen Major Leopold von Versen (* 31. Dezember 1791; † 1. November 1868) verheiratet.